# Octávio Frias de Oliveira
Octávio Frias de Oliveira (Rio de Janeiro, 5 de agosto de 1912 — São Paulo, 29 de abril de 2007) foi um jornalista, editor e empresário brasileiro. Notabilizou-se por transformar a Folha de S.Paulo – comprada por ele em agosto de 1962, em sociedade com Carlos Caldeira Filho – em um dos mais influentes veículos de comunicação do país. Frias fez do jornal a base do conglomerado que hoje abrange ainda o UOL, maior portal de internet do país, o jornal Agora São Paulo, o instituto Datafolha, a editora Publifolha, o selo Três Estrelas e a Plural Editora e Gráfica, entre outros empreendimentos.

## Biografia
Penúltimo dos nove filhos do casal Luís Torres de Oliveira e Elvira Frias, Octavio nasceu no bairro de Copacabana, numa família tradicional carioca. Seu bisavô fora o barão de Itambi, político influente no Segundo Reinado.
Em 1918, seu pai, que era juiz de direito em Queluz (SP), licenciou-se para trabalhar com o industrial Jorge Street. A família mudou-se para São Paulo, e Frias foi estudar no Colégio São Luís. Antes de completar oito anos, Frias perdeu a mãe. Em seguida, com a quebra da indústria de Street, a família passou a viver apuros financeiros. Frias abandonou os estudos aos 14 anos para começar a trabalhar.
O primeiro emprego de Frias, em 1926, foi como office-boy na Companhia de Gás de São Paulo, que pertencia, como boa parte dos serviços públicos da época, a empresários ingleses. Em três meses foi promovido a mecanógrafo (operador de máquinas de contabilidade).
Em 1930, aceitou um posto na Secretaria da Fazenda do governo paulista, a fim de organizar a confecção mecânica dos tributos. Para aumentar a renda, vendia rádios à noite. Em 1940, já era diretor do Departamento Estadual do Serviço Público, respondendo pela diretoria de Contabilidade e Planejamento.
Posteriormente, alistou-se nas tropas da Revolução Constitucionalista, que eclodiu em julho de 1932. Permaneceu dois meses em Cunha, na região do Vale do Paraíba, onde passou o aniversário na trincheira, participou de escaramuças e viu companheiros serem mortos.
Frias passou a se dedicar à atividade empresarial a partir do início da década de 40. Em 1945, foi um dos acionistas-fundadores do Banco Nacional Imobiliário (BNI), mais tarde Banco Nacional Interamericano, liderado por Orozimbo Roxo Loureiro. Como diretor da carteira imobiliária, construiu mais de uma dezena de prédios, entre eles o Copan, edifício projetado por Oscar Niemeyer que viria a se tornar um dos símbolos de São Paulo. Em 1953, Frias fundou uma empresa própria, a Transaco (Transações Comerciais), uma das primeiras firmas especializadas na venda de ações diretamente ao público. Traduziu para o português o livro "Do Fracasso ao Sucesso na Arte de Vender", clássico comercial do norte-americano Frank Bettger, e organizou cursos de vendas inéditos no Brasil para uma equipe que chegou a contar com 500 vendedores. Nesse período, Frias, já viúvo, casou-se novamente, com Dagmar de Arruda Camargo, que já tinha uma filha de casamento anterior, Maria Helena, e com quem teve três filhos (Otavio Frias Filho (1957-2018), Luiz Frias e Maria Cristina Frias).
Em 1954, o empresário comprou um pequeno sítio nas proximidades de São José dos Campos, interior de São Paulo, que logo se transformou em granja e depois em um empreendimento avícola de porte. A Granja Itambi chegou a manter um plantel de 2 milhões de aves; atualmente, dedica-se apenas à pecuária.
Em 1961, sócio do empresário Carlos Caldeira Filho, Frias fundou a Estação Rodoviária de São Paulo, a primeira do gênero, também conhecida como Rodoviária da Luz, que funcionou até 1982, quando foi inaugurado o Terminal Rodoviário do Tietê, na zona norte da cidade.
Em 13 de agosto de 1962, Frias e Caldeira compraram a "Folha de S.Paulo", que disputava com o "Diário de S.Paulo" a posição de segundo jornal da capital paulista (o primeiro era “O Estado de S.Paulo”) e que atravessava período de dificuldades financeiras. Como praticamente toda a grande imprensa brasileira, a Folha apoiou o golpe militar que se instaurou no país em 1964.
Em 1965, comprou também os jornais populares "Última Hora" e "Notícias Populares" e ainda um terço da TV Excelsior, então líder de audiência, e dois anos depois, foi relançada a "Folha da Tarde" e surgiu o "Cidade de Santos", enquanto os dois sócios assumiam o controle administrativo da Fundação Cásper Líbero. Depoimentos de jornalistas que trabalhavam na empresa na época e documentos do Deops mencionam tanto a existência de membros da guerrilha de oposição à ditadura quanto a infiltração de policiais na redação.
Jornalistas e guerrilheiros que atuaram nos anos 1960 e 1970 afirmam que carros da Folha foram usados em missões clandestinas do DOI-Codi, órgão de repressão da ditadura. Não há fotografias nem documentos conhecidos que atestem tal colaboração, negada pelo órgão policial. O então diretor da “Folha da Tarde”, Antônio Aggio, admite o empréstimo de carro do jornal para que um militar participasse de reunião antes do golpe militar, mas nega cessões posteriores e as atribui à posição editorial agressiva da FT contra os movimentos de esquerda. Do lado da Folha, a direção não nega a possibilidade de carros terem sido usados, mas sem o conhecimento da empresa.
A partir do final de 1983, a Folha liderou entre os veículos de comunicações do país a campanha Diretas-Já. Em 1986, tornou-se o jornal diário de maior circulação no país.
Em meados da década de 80, Frias começou a transferir a operação executiva para seus filhos Luiz e Otavio, respectivamente presidente e diretor editorial do Grupo Folha.
Em 1991, Frias e Caldeira decidiram dissolver a sociedade que mantinham, cabendo ao primeiro a empresa de comunicações e ao segundo os demais negócios e imóveis em comum. Em 1995, um ano depois de ultrapassar a marca de um milhão de exemplares aos domingos, a Folha inaugurou o Centro Tecnológico Gráfico-Folha, moderno parque gráfico orçado em 120 milhões de dólares. Em 1996, o Grupo Folha lançou o Universo Online (UOL), um dos maiores provedor de conteúdo e de acesso à internet do país.
Em 2004, Frias concedeu sua única entrevista a um veículo de comunicação fora do Grupo Folha, o portal AOL (America Online). Ao jornalista Jorge Félix, o empresário criticou a intenção do governo de conceder empréstimos, por meio do Banco Nacional de Desenvolvimento Econômico e Social (BNDES), ao setor de comunicação.

## Homenagens e morte

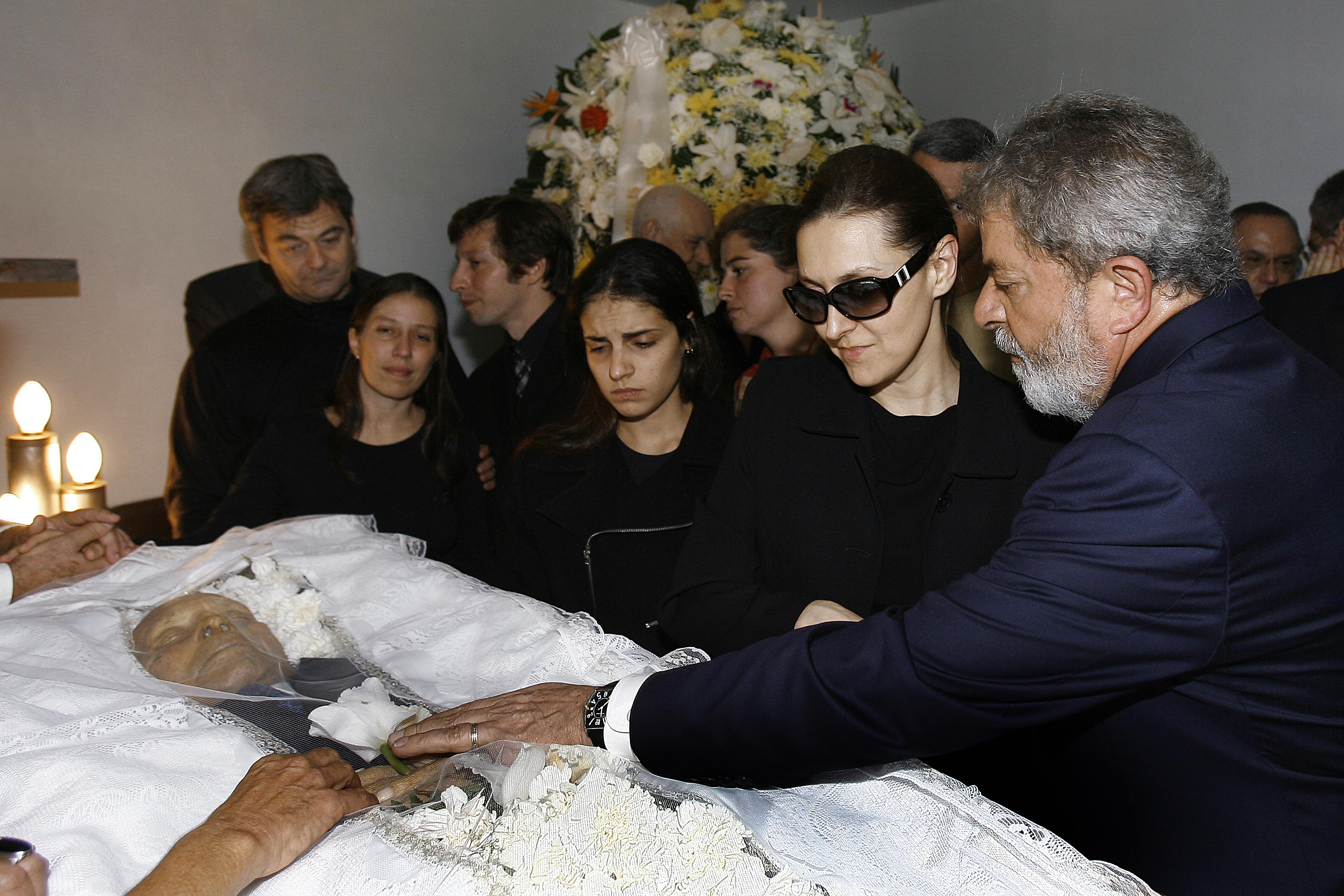
O então presidente do Brasil Luiz Inácio Lula da Silva, durante o velório de Octavio.

No 79º aniversário da Folha, em fevereiro de 2000, Frias foi homenageado pela Câmara dos Deputados, em sessão solene. Em 2002, a Fiam (Faculdades Integradas Alcântara Machado) inaugurou a cátedra Octavio Frias de Oliveira, com programação de seminários mensais, e deu ao publisher da Folha o título de professor honoris causa.
Em setembro de 2006, o governo paulista condecorou Frias com a Ordem do Ipiranga, a mais elevada honraria do Estado. Em novembro de 2006, como decorrência de uma queda doméstica, o empresário foi submetido a cirurgia para remoção de hematoma craniano. Após alta hospitalar na passagem do ano, suas condições clínicas pioraram, levando a um quadro de insuficiência renal grave. Frias morreu em São Paulo, em 29 de abril de 2007, aos 94 anos.

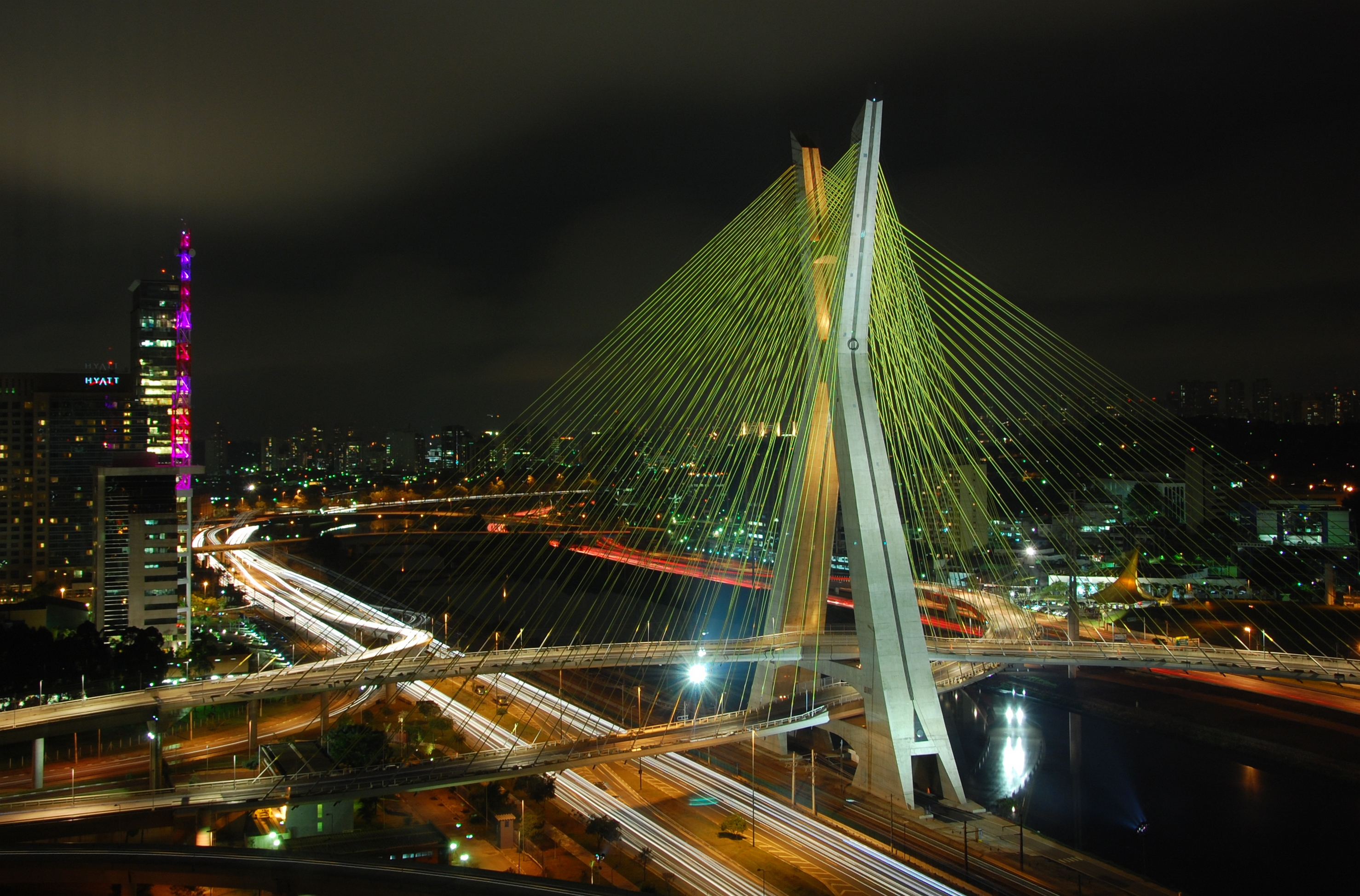
A Ponte Octávio Frias de Oliveira, em São Paulo, que leva o nome do empresário.

Após a morte de Frias, a Prefeitura de São Paulo batizou com seu nome a ponte estaiada que liga a avenida Jornalista Roberto Marinho à Marginal Pinheiros, na zona sul de São Paulo, aberta ao trânsito em maio de 2008. No mesmo mês, o governo do Estado inaugurou o Instituto do Câncer de São Paulo Octavio Frias de Oliveira, o maior centro oncológico da América Latina, na zona oeste paulistana.[carece de fontes?]